# Psammophylax variabilis
Espèce
Synonymes
- Psammophylax tritaeniatus festivus Laurent, 1956
- Psammophylax tritaeniatus variabilis Günther, 1893

Psammophylax variabilis est une espèce de serpents de la famille des Lamprophiidae. 

## Répartition
Cette espèce se rencontre :
- dans le nord du Botswana ;
- au Burundi ;
- en Éthiopie ;
- au Kenya ;
- au Malawi ;
- au Mozambique ;
- en Namibie ;
- en Ouganda ;
- en République démocratique du Congo ;
- au Rwanda ;
- en Tanzanie ;
- en Zambie.

## Description
L'holotype de Psammophylax variabilis mesure 62 cm dont 7 cm pour la queue.

## Taxinomie
La sous-espèce Psammophylax variabilis multisquamis a été élevée au rang d'espèce.

## Publication originale
- Günther, 1893 : Report on a collection of reptiles and batrachians transmitted by Mr. H. H. Johnston, C. B., from Nyassaland. Proceedings of the Biological Society of London, vol. 1892, p. 555-558 (texte intégral).